# Kingspan Stadium
Das Kingspan Stadium (ursprünglich Ravenhill Stadium) ist ein Rugby-Stadion in der nordirischen Hauptstadt Belfast, Vereinigtes Königreich. Es ist die Heimspielstätte des Rugby-Union-Clubs Ulster Rugby und ist im Besitz der Irish Rugby Football Union. Die Anlage bietet seit der Erweiterung zwischen 2012 und 2014 eine Platzkapazität für 18.196 Zuschauer. Mit der Renovierung änderte sich nach 91 Jahren auch der Name der Spielstätte. Die Kingspan Group, ein Hersteller von Baustoffen, wurde im Juni 2014 Namenssponsor. Das Unternehmen ist seit 1999 Sponsor von Ulster Rugby. Der Vertrag hat eine Laufzeit von zehn Jahren bis 2024.

## Geschichte
Das Stadion wurde während der Saison 1923/24 eröffnet. Es war Austragungsort von bisher 18 Länderspielen, davon je ein Gruppenspiel bei den Weltmeisterschaften 1991 und 1999. Das bisher letzte Spiel der irischen Rugby-Union-Nationalmannschaft fand am 24. August 2007 gegen Italien statt. Zuvor war letztmals Schottland beim Five Nations 1954 hier zu Gast gewesen. Danach war die Lansdowne Road in Dublin für vier Jahrzehnte die einzige Spielstätte für Länderspiele gewesen.
Das Kingspan ist die Heimspielstätte der Ulster Rugby in der internationalen Liga United Rugby Championship und im europäischen Pokalwettbewerb European Rugby Champions Cup. Seit 1924 ist Ravenhill Austragungsort des jährlichen Endspiels des Rugby-Schülerpokals der Provinz Ulster (üblicherweise am Saint Patrick’s Day) und des Ulster Towns Cup am Ostermontag. 2007 fand im Ravenhill Stadium das Endspiel der U-19-Juniorenweltmeisterschaft statt.
Am 30. Mai 2015 fand das Endspiel der Pro12 2014/15 zwischen Munster Rugby und den Glasgow Warriors (13:31) statt.

## Spiele der Rugby-Union-Weltmeisterschaften im Ravenhill Stadium

### Rugby-Union-Weltmeisterschaft 1991
- 14. Okt. 1991:  Japan –  Simbabwe 52:8

### Rugby-Union-Weltmeisterschaft 1999
- 03. Okt. 1999:  Australien –  Rumänien 57:9

### Frauen-Rugby-Union-Weltmeisterschaft 2017
- 22. Aug. 2017: Play-off um Platz 5 bis 8:  Irland –  Australien 24:36
- 22. Aug. 2017: Play-off um Platz 5 bis 8:  Kanada –  Wales 52:0
- 22. Aug. 2017: Halbfinale:  Neuseeland –  Vereinigte Staaten 45:12
- 22. Aug. 2017: Halbfinale:  England –  Frankreich 20:3
- 26. Aug. 2017: Play-off-Spiel um Platz 7:  Irland –  Wales 17:27
- 26. Aug. 2017: Play-off-Spiel um Platz 5:  Australien –  Kanada 12:43
- 26. Aug. 2017: Spiel um Platz 3:  Frankreich –  Vereinigte Staaten 31:23
- 26. Aug. 2017: Endspiel:  England –  Neuseeland 32:41